# CC Водолея
CC Водолея (лат. CC Aquarii) — одиночная переменная звезда в созвездии Водолея на расстоянии (вычисленном из значения параллакса) приблизительно 21978 световых лет (около 6739 парсеков) от Солнца. Видимая звёздная величина звезды — от +14,8m до +13,6m.

## Характеристики
CC Водолея — жёлто-белая пульсирующая переменная звезда типа RR Лиры (RRAB) спектрального класса F0:. Эффективная температура — около 6749 К.